# Dolichopeza asura
Dolichopeza asura är en tvåvingeart som beskrevs av Alexander 1968. Dolichopeza asura ingår i släktet Dolichopeza och familjen storharkrankar. Inga underarter finns listade i Catalogue of Life.